# August Kaul
August Kaul (* 13. Februar 1873 in Hamburg; † 16. Oktober 1949 in Düsseldorf-Kaiserswerth) war ein deutscher Landschaftsmaler und Grafiker der Düsseldorfer Malerschule.

## Leben
Kaul besuchte ab 1894 die Kunstakademie Düsseldorf. Er war Schüler des Landschaftsmalers Eugen Dücker und des Genremalers Olof Jernberg. Seit 1906 stellte er auf den Großen Berliner Kunstausstellungen und im Münchner Glaspalast aus. Um 1906/1907 unternahm Kaul Reisen nach Sylt und in die Südheide. Hier lernte er auch den Malerkollegen Albert König kennen. Zeitweise hielt er sich auch in Worpswede auf.
1911 zog er mit seiner Frau, sowie Tochter und Sohn nach Kaiserswerth, wo er auch starb.

## Werke (Auswahl)
- Scharmarkt, Radierung, 1912
- Obstbaumwiese, 1927
- Blühender Obstbaum
- Der Corneliusbrunnen in Düsseldorf
- Die Windmühle Kaiserswerth
- Dorfkirche und Gärten, Düsseldorf
- Gehöft am Niederrhein
- Im Industriehafen
- Winter auf der alten Worringer Straße